# Endasys euxestus
Endasys euxestus är en stekelart som först beskrevs av Paul Gustav Eduard Speiser 1908.
Endasys euxestus ingår i släktet Endasys och familjen brokparasitsteklar. Arten är reproducerande i Sverige. Inga underarter finns listade i Catalogue of Life.